# Schowtanzi
Schowtanzi (ukrainisch Жовтанці; russisch Жовтанцы Schowtanzy, polnisch Żółtańce) ist ein Dorf in der ukrainischen Oblast Lwiw mit etwa 3400 Einwohnern (2023).

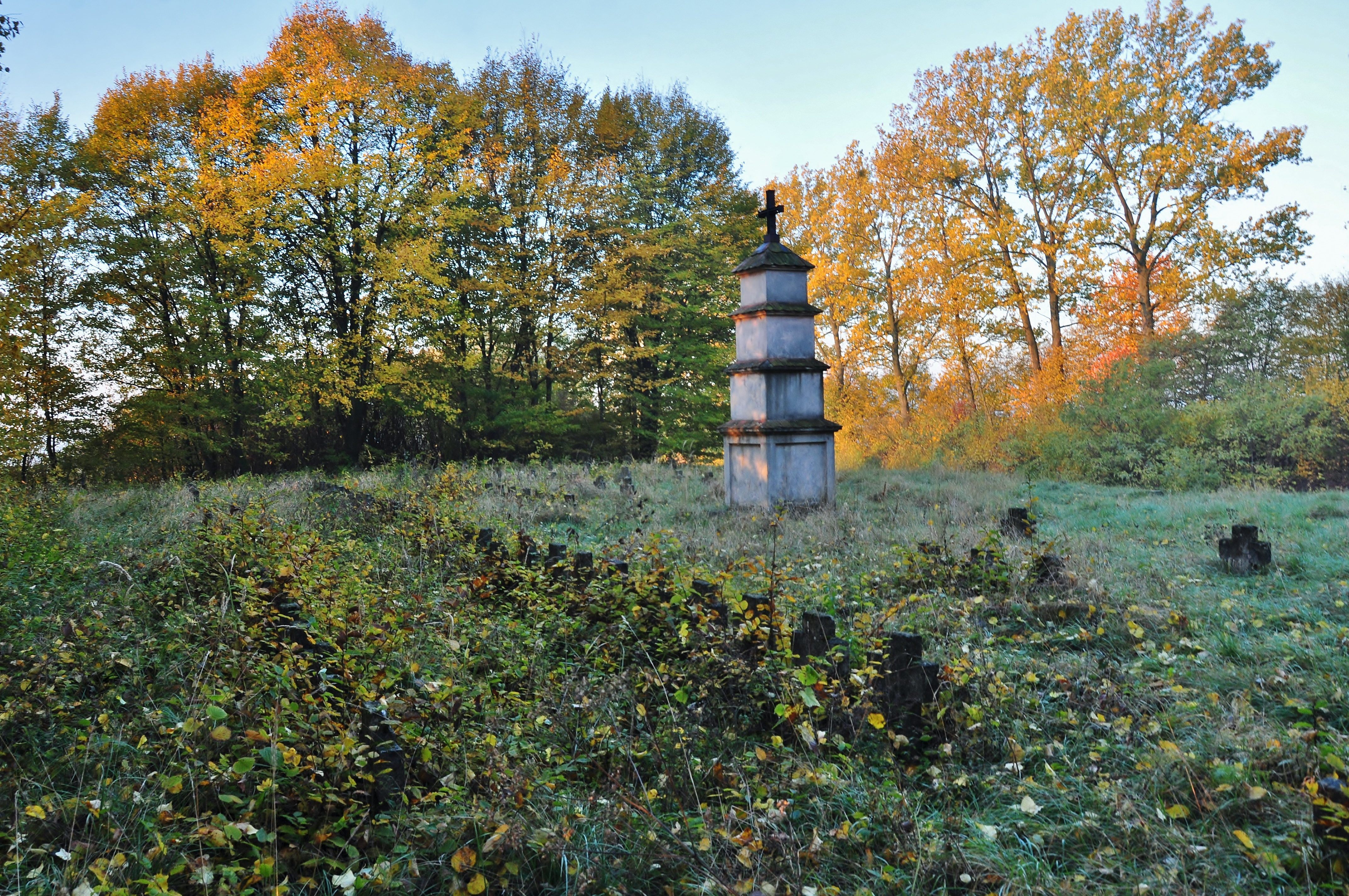
Friedhof für im Ersten Weltkrieg gefallene Soldaten der Österreichisch-ungarischen Armee im Dorf

Das 1358 erstmals schriftlich erwähnte Dorf liegt in der historischen Landschaft Galizien 15 km südwestlich vom ehemaligen Rajonzentrum Kamjanka-Buska und 26 km nordöstlich vom Oblastzentrum Lwiw.
Durch das Dorf verläuft die Fernstraße N 17.
Schowtanzi ist seit dem 9. November 2016 das administrative Zentrum der gleichnamigen Landgemeinde Schowtanzi (Жовтанецька сільська громада/Schowtanezka selyschtschna hromada) im Südwesten des ehemaligen Rajon Kamjanka-Buska. Zur Landgemeinde gehörten außerdem die Dörfer: Horpyn, Hrabowez, Jakymiw, Kolodenzi, Nowyj Staw, Petschychwosty, Stawnyky, Tschestyni, Welyke Kolodno,  Wychopni und Wyriw.
Bis dahin bildete es zusammen mit den Dörfern Hrabowez, Kolodenzi, Stawnyky und Wychopni die gleichnamige Landratsgemeinde.
Am 12. Juni 2020 kamen noch die 2 Dörfer Remeniw und Wysloboky, gleichzeitig wurde die bis dahin im Rajon Kamjanka-Buska liegende Ortschaft ein Teil des Rajons Lwiw.
Folgende Orte sind neben dem Hauptort Schowtanzi Teil der Gemeinde:
| Name                     | Name           | Name                               | Name                |
| ukrainisch transkribiert | ukrainisch     | russisch                           | polnisch            |
| ------------------------ | -------------- | ---------------------------------- | ------------------- |
| Horpyn                   | Горпин         | Горпин (Gorpin)                    | Horpin              |
| Hrabowez                 | Грабовець      | Грабовец (Grabowez)                | Grabowiec           |
| Jakymiw                  | Якимів         | Акимов (Akimow)                    | Jakimów             |
| Kolodenzi                | Колоденці      | Колоденцы (Kolodenzy)              | Kłodzienko          |
| Nowyj Staw               | Новий Став     | Новый Став (Nowy Staw)             | Nowy Staw           |
| Petschychwosty           | Печихвости     | Печихвосты (Petschichwosty)        | Pieczychwosty       |
| Remeniw                  | Ременів        | Ременов (Remenow)                  | Remenów             |
| Stawnyky                 | Ставники       | Ставники (Stawniki)                | Żółtańce przysiółek |
| Tschestyni               | Честині        | Честыни                            | Czestynie           |
| Welyke Kolodno           | Велике Колодно | Великое Колодно (Welikoje Kolodno) | Kłodno Wielkie      |
| Wychopni                 | Вихопні        | Выхопни                            | Wychopki            |
| Wyriw                    | Вирів          | Выров (Wyrow)                      | Wyrów               |
| Wysloboky                | Вислобоки      | Вислобоки (Wisloboki)              | Wisłoboki           |